# ناشیرو
ناشیرو، (به ژاپنی: 名代) در ژاپن، یکی از گروه‌های موجود در سیستم بمین در دوره کوفون بود. آنها گروهی تحت کنترل مستقیم پادشاه بزرگ بودند که موظف بودند در نقش خاصی به پادشاهی یاماتو خدمت کنند. همچنین گاهی ت مؤدبانه تر به عنوان میناشیرو نامیده می‌شود.
در «کانشوکو یوکای» نوشته شده است که آنها «اعضایی هستند که برای انتقال اعمال خاندان سلطنتی به نسل‌های آینده منصوب می‌شوند». نظریه ای وجود دارد مبنی بر اینکه آنها شهروندان خصوصی پادشاه بزرگ و خانواده پادشاه بزرگ بودند و اینکه آنها شهروندان دولتی متعلق به قدرت سلطنتی یاماتو بودند، اما این دیدگاه نیز وجود دارد که تمایز بین عمومی و خصوصی وجود دارد. هنوز مشخص نیست. نیهون شوکی ثبت می‌کند که در سال ۶۴۶ (سال دوم تایکا (دوره) این عنوان با «فرمان اصلاحات» لغو شد. در بسیاری از موارد، آنها به‌طور مشترک به عنوان ناشیرو و کوشیرو (子代) نامیده می‌شوند، اما ناشناخته‌های زیادی در مورد رابطه آنها با کوشیرو وجود دارد.
ناشیرو نماینده پسر رئیس محلی خواهد بود. بچه‌ها برای مدت معینی در پایتخت خدمت می‌کردند و به امور شخصی شاه بزرگ (تونری)، نگهبانی (یوگهی) و تهیه غذا (کشیواد) می‌پرداختند.